# Rudolf Mengelberg
Dr Curt Rudolf Mengelberg (Krefeld, 1 februari 1892 - Monte Carlo, 13 oktober 1959) was een Nederlands componist, musicoloog en algemeen directeur van Het Concertgebouw N.V.. De dirigent Willem Mengelberg was zijn achterneef.

## Opleiding
Mengelberg - zoon van de advocaat Justizrat Heinrich Mengelberg en broer van Käthe Mengelberg - studeerde, zoals in zijn tak van de familie Mengelberg gebruikelijk, rechten en daarna muziekwetenschappen in Genève, München, Bonn en Leipzig. Hij had les van onder meer Jan Blaha, Hugo Riemann (muziekgeschiedenis en muziektheorie) en Otto Neitzel (piano). In 1915 promoveerde hij in Leipzig op een proefschrift over de Italiaanse componist Giovanni Alberto Ristori. Daarna ging hij in Amsterdam compositie studeren bij Cornelis Dopper en zijn achterneef Willem Mengelberg.

## Activiteiten
Vanaf 1917 werkte Mengelberg in het Concertgebouw in Amsterdam, waar hij in 1925 artistiek leider werd en in 1935 algemeen directeur van de NV. Mengelberg organiseerde het Mahlerfeest in 1920 ter gelegenheid van het 25-jarig dirigeerjubileum van zijn achterneef Willem. Hij stelde toen het Mahlerfeestboek samen. In 1945 werd zijn houding in oorlogstijd als te passief beoordeeld en werd hij van zijn functie ontheven. In zijn uitspraak van 28 januari 1947 van de Centrale Ereraad werd hij echter gerehabiliteerd en in functie hersteld. Daarbij verklaarde de raad met nadruk, dat de pro-Nederlandse en anti-nationaalsocialistische gezindheid van Mengelberg niet in twijfel kan worden getrokken. Na een reorganisatie waarbij Het Concertgebouw NV en het Concertgebouworkest organisatorisch gescheiden werden, nam hij in 1955 ontslag. Daarna vestigde hij zich met zijn tweede echtgenote Henriëtte Holdert in Beausoleil nabij Monte Carlo. Daar stierf hij in 1959.

## Composities
Mengelberg begon al heel jong met componeren. Zijn eerste werken waren liederen en kamermuziek. Hij bleef veel schrijven met zang, meestal met orkest, later vooral in zijn geestelijke werken, zoals Requiem (1924), Missa pro Pace (1932) en Stabat Mater (1941).

## Werken
- Symfonische elegie
- Scherzo sinfonico (première 7 januari 1926 o.l.v. Pierre Monteux)
- Symfonische variatie voor cello en orkest (première 20 november 1927 o.l.v. Pierre Monteux)
- Weinlese, cantate voor tenor, koor en orkest (première 22 maart 1930 o.l.v. Willem Mengelberg)
- Vioolconcert (première 11 februari 1931 o.l.v. Pierre Monteux)
- Missa pro pace (première 17 december 1932 o.l.v. Herman Abendroth)
- Salve Regina (première 15 december 1934 o.l.v. Willem Mengelberg)
- Hymne op Amstelredam (première 9 mei 1935 o.l.v. Willem Mengelberg)
- Stabat Mater (première 23 januari 1941 o.l.v. Eduard van Beinum)
- Magnificat (première 1 februari 1942 o.l.v. Eduard van Beinum)
- Ballade van de boer (première 24 januari 1943 o.l.v. Jan Koetsier)
- Capriccio voor piano en orkest
- Concertino voor fluit en orkest
- Victimae Pascali Laudes
- Requiem
- Adoro te
- Antiphona de morte
- circa 100 - andere - liederen

## Publicaties
- Mahler-feestboek (1920)
- Gustav Mahler, biografie (1923)
- Holland als kulturelle Einheit, (1928), vertaald als Nederland, spiegel ener beschaving (1929)
- Vijftig jaar Concertgebouw (1938)
- Muziek, Spiegel des Tijds (1948)

## Prijzen en onderscheidingen
Mengelberg ontving de prijs van de Maatschappij tot Bevordering der Toonkunst ter gelegenheid van haar 100-jarig bestaan, voor zijn compositie Weinlese. Daarnaast was hij Officier in de Orde van Oranje-Nassau, Ridder in het Legioen van Eer, drager van de Zilveren Medaille van de stad Amsterdam en ontving hij de gouden medaille van het Concertgebouw.

## Trivia
- Eleonora (Nora) Elisabeth Marie Wübbe (1904-2002), de eerste echtgenote van Rudolf Mengelberg, was een nicht (tantezegster) van Mathilda Elisabeth Augusta Wübbe (1875-1943), de echtgenote van Willem Mengelberg. De eerste keer dat zij elkaar troffen, was tijdens een diner met Willem Mengelberg, waar ook Igor Stravinsky aanwezig was. Willem en Rudolf Mengelberg waren verre achterneven van elkaar: de vaders van hun betovergrootvaders waren broers.